# 空腸
空腸（くうちょう、英語: Jejunum）は、十二指腸から続く小腸の一部で、回腸に続く。空腸と回腸は十二指腸と違い腸間膜があるので、空腸と回腸を総称して腸間膜小腸と分類する場合もある。
空腸と回腸の明確な解剖学的境界は無いが、おおむね口側の2/5が空腸、残りの3/5が回腸とされる。
肉眼的特徴としては内部に輪状襞（輪状ヒダ）と腸絨毛を認め、回腸よりやや太い。内壁にパイエル板（集合リンパ小節）がみられることもあるが、回腸より数は少ない。腸の項目も参照のこと。
また、腸液が分泌され、最終消化を行うところでもある。
空腸の名の由来は、死体解剖を行った際に内容物が見られなかった（「空っぽ」の空）ことに由来する。